# (85585) Mjölnir
(85585) Mjölnir es un asteroide que cruza la órbita de Marte orbitando alrededor del Sol una vez cada 1,48 años. Está nombrado así en honor Mjölnir, el martillo del dios nórdico Thor.
Fue descubierto el 21 de marzo de 1998 por Roy A. Tucker desde el Observatorio Astronómico Goodricke-Pigott en Tucson, Arizona, Estados Unidos.